# Dan Laustsen
Dan Laustsen (Aalborg, 15 juni 1954) is een Deens cameraman (director of photography).

## Biografie
Dan Laustsen werd in 1954 geboren als de zoon van scheepsbouwer Aage Aarup Laustsen en onderwijzeres Ellen Rasmussen en groeide op in Helsingør. Van 1976 tot 1979 studeerde hij aan de Den Danske Filmskole.

## Carrière
Na zijn studies ging hij als cameraman aan de slag. De thriller Nattevagten (1994) van regisseur Ole Bornedal betekende zijn doorbraak. De twee maakten in 1997 onder de titel Nightwatch ook een Engelstalige remake van de film. Datzelfde jaar werkte Laustsen ook voor het eerst samen met de Mexicaanse regisseur Guillermo del Toro.
Ook in de daaropvolgende decennia werkte hij regelmatig samen met zowel Bornedal als Del Toro. Zo filmde hij met Del Toro onder meer The Shape of Water (2017), die bekroond werd met de Oscar voor beste film. Met de Amerikaanse regisseur Chad Stahelski werkte hij in de jaren 2010 ook samen aan twee films uit de John Wick-reeks.

## Filmografie (selectie)
Film
- Skal vi danse først? (1979)
- Gummi-Tarzan (1981)
- Min farmors husn (1984)
- Skyggen af Emma (1988)
- Nattevagten (1994)
- Nightwatch (1997)
- Mimic (1997)
- Le Pacte des loups (2001)
- Jeg er Dina (2002)
- The League of Extraordinary Gentlemen (2003)
- Darkness Falls (2003)
- Silent Hill (2006)
- Solomon Kane (2009)
- The Possession (2012)
- Crimson Peak (2015)
- The Shape of Water (2017)
- John Wick: Chapter 2 (2017)
- John Wick: Chapter 3 – Parabellum (2019)

Televisie
- Wallander (2013)
- 1864 (2014)